# 2009年欧州議会議員選挙 (チェコ)
2009年欧州議会議員選挙（2009ねん おうしゅうぎかいぎいんせんきょ）は、欧州連合（EU）の議会である欧州議会を構成する欧州議会議員を改選するため2009年6月にEU加盟各国で行われたヨーロッパ地域の選挙である。本稿では、チェコ共和国における欧州議会議員選挙の結果について取り上げる。

## 概要
2004年の選挙に引き続き、2回目となった選挙は、33の政党や連合が候補者名簿を提出し22議席を争った。しかし、国民の選挙に対する関心は高まらず、投票率は前回並みの28％に留まった。

### 制度
選出議席数：22議席（前回より2議席減）
- 選挙権：18歳以上のチェコ市民と45日以上チェコの住民証を所持する加盟国市民
- 被選挙権：21歳以上のチェコ市民と45日以上チェコの住民証を所持する加盟国市民
- 議員の任期：5年
- 選挙制度：比例代表制（ドント方式）
- 選挙区：全国1選挙区（22議席）
- 投票
  - 有権者は政党名簿に対して投票する（拘束名簿式）。しかし、選択した政党名簿に記載された候補者の内、2名までを選択して投票することが可能（選好投票の印をつけて投票）。
  - 各政党および連合名簿に対して投ぜられた投票の内、5％以上を得た候補は候補者リストの1位に移動。議席配分は変更後の候補者名簿に基づいて行われる。
- 阻止条項：有効得票の5％以上

出典：チェコ（選挙制度）詳細データ 欧州議会選挙 - 2004年以降(現行)（中東欧・旧ソ連諸国の選挙データ）

## 選挙結果
投票日：2009年6月5日・6月6日
| 登録有権者     | 8,401,374 |
| 投票用紙発行数 | 2,371,009 |
| 投票数         | 2,369,137 |
| 投票率         | 28.22%    |
| 有効投票数     | 2,358,934 |
| 有効投票率     | 99.57%    |

| 党派                                                                          | 得票数    | 得票率 | 議席数 | 欧州議会 会派 | 議席率 |
| ----------------------------------------------------------------------------- | --------- | ------ | ------ | ------------- | ------ |
| 市民民主党 ODS                                                                | 741,946   | 31.45% | 9      | ECR           | 40.9%  |
| チェコ社会民主党 ČSSD                                                         | 528,132   | 22.38% | 7      | S&D           | 31.8%  |
| ボヘミア・モラビア共産党 KSČM                                                 | 334,577   | 14.18% | 4      | EUM-NGL       | 18.2%  |
| キリスト教民主連合-チェコスロバキア人民党 KDU-ČSL                             | 180,451   | 7.64%  | 2      | EPP           | 9.1%   |
| 主権者 Suveren. (Suverenita)                                                  | 100,514   | 4.26%  | 0      |               | 0.0%   |
| ヨーロッパ民主党 EDS (Evropská demokratická strana)                           | 68,152    | 2.88%  | 0      |               | 0.0%   |
| VV (Věci veřejné)                                                             | 56,636    | 2.40%  | 0      |               | 0.0%   |
| VAŠEALT. ("STAROSTOVÉ A NEZÁVISLÍ - VAŠE ALTERNATIVA")                        | 53,984    | 2.28%  | 0      |               | 0.0%   |
| 緑の党 SZ                                                                     | 48,621    | 2.06%  | 0      |               | 0.0%   |
| その他の政党                                                                  | 245,921   |        | 0      |               | 0.0    |
| 合計                                                                          | 2,358,934 |        | 22     |               |        |
| 本表では、得票率2％未満の政党及び連合の得票を「その他の政党」として合算した。 |           |        |        |               |        |

出典（下記出典はチェコ統計局より。いずれも2010年4月28日閲覧）
Overall results of voting（党派別得票）
Overview of seats won（党派別議席）
欧州議会の会派名
ECR＝欧州保守改革グループ
S&D＝社会民主進歩同盟
EUM-NGL＝欧州統一左派・北方緑の左派同盟
EPP＝欧州人民党グループ